# 悟空翼龍屬
悟空翼龍屬是基礎翼龍目的一個屬，化石發現於中國遼寧省的道虎溝化石層，地質年代為侏羅紀中晚期或白堊紀早期。悟空翼龍同時擁有長頸部、長尾巴。

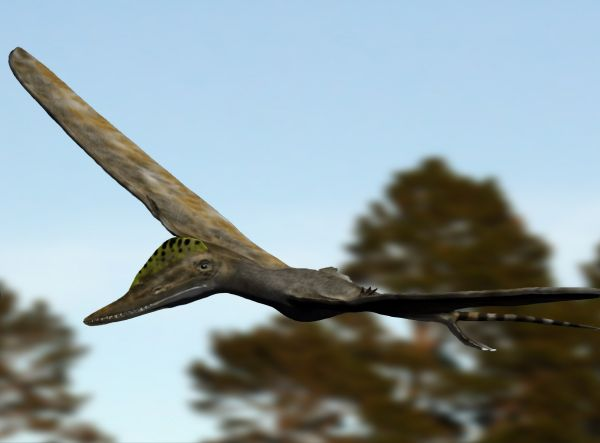
復原圖

正模標本（編號IVPP V15113）是一個接近完整的骨骼，缺少背部、頭顱骨中段，化石曾遭到擠壓。在死亡前，這個化石的脛骨曾斷裂過。翼展估計約73公分。悟空翼龍被推測後肢之間有翼膜。
在2009年，中國古生物學家汪筱林、亞歷山大·克爾納（Alexander Kellner）等人將這些化石敘述、命名。模式種是李氏悟空翼龍（W. lii），屬名來自於小說《西遊記》裡的角色孫悟空；種名則是以中国科学院古脊椎动物与古人类研究所的研究人員李玉同為名。